# ドラゴンを消せ!
ドラゴンを消せ!（ドラゴンをけせ!、en:That Man Bolt）は、1973年に公開されたアメリカ合衆国のアクション映画。監督デヴィッド・ローウェル・リッチ、ヘンリー・レヴィン。出演フレッド・ウィリアムソン。この映画はブラックスプロイテーション、カンフー映画、ジェームズ・ボンドなどのスパイ映画の要素を組み合わせた映画である。香港、マカオ、アメリカなどで撮影が行われた。 

## あらすじ
運び屋で生計を立てていたボルトは香港の刑務所に服役していたところ、グリフィスという人物から現金100万ドルを香港からロサンゼルス経由でメキシコに運んでほしいという依頼を受ける。グリフィスによって釈放された後、ロサンゼルスに来たボルトは殺し屋に狙われるも、逆に相手の車を盗んでラスベガスまで逃げた。そこでボルトは友人のカジノ経営者コニーに頼んでアタッシュケースの中にある札束の鑑定を依頼したところ、ボルトの予想通り偽札だった。
その夜、ボルトは旧知のサム・ナイチンゲールと再会するが、ボルトを狙う何者かが発砲し、サムが死ぬ。
ボルトは香港に戻ったところを襲われ、気が付いたときには手術台に縛られていた。2人の男から拷問を受けるが、返り討ちにして脱走する。
追手との戦いを繰り広げる中でグリフィスが再び現れる。グリフィスは政府関係者としてベトナムの闇ドル市場を追っており、ボルトに預けられた100万ドルもベトナム由来であり、その背後にはクマダという日系人がいた。
その後、ボルトはクマダの愛妾ドミニクと接触するが、怒ったクマダはドミニクを粛正した後、自らの所有する島へと逃げる。後を追た田ボルトはクマダの島にあった工場を壊し、クマダとその用心棒スパイダーを撃破する。

## キャスト
| 役名                   | 俳優                     | 日本語吹替                                 |
| 役名                   | 俳優                     | TBS版                                      |
| ---------------------- | ------------------------ | ------------------------------------------ |
| ジェファーソン・ボルト | フレッド・ウィリアムソン | 小林清志                                   |
| グリフィス             | バイロン・ウェブスター   | 滝口順平                                   |
| ドミニク・クァン       | ミコ・マヤマ             | 吉田理保子                                 |
| サム・ナイチンゲール   | テレサ・グレイヴス       | 戸田恵子                                   |
| クマダ                 | 中村哲                   | 北川国彦                                   |
| 不明 その他            |                          | 広瀬正志 若本紀昭 根本好章 郷里大輔 谷口節 |
|                        |                          |                                            |
| 演出                   | 演出                     | 岡本知                                     |
| 翻訳                   | 翻訳                     | 鈴木導                                     |
| 効果                   |                          |                                            |
| 調整                   |                          |                                            |
| 制作                   | 制作                     | グロービジョン                             |
| 解説                   | 解説                     | 荻昌弘                                     |
| 初回放送               | 初回放送                 | 1983年6月27日 『月曜ロードショー』         |